# Jasper Leijdens
Jasper Leijdens (Nieuwe-Tonge, 29 maart 1993), is een Nederlandse radiopresentator.
Leijdens presenteerde tot 11 november 2024 op KINK programma’s als KINK In Touch en Brand New KINK. Hiervoor was Leijdens werkzaam voor onder andere NPO 3FM en NPO Radio 2 voor Avrotros.

## Biografie
Leijdens is begonnen bij de lokale omroep van Goeree-Overflakkee, Radio Superstar. Hij studeerde Redactioneel Medewerker aan het Grafisch Lyceum te Rotterdam, toen hij in contact kwam met Rob Stenders. Hij mocht bij 3FM meewerken aan Robradio en Stenders Late Vermaak, en mocht aan de slag bij KX Radio. In diezelfde periode werd hij gecoacht in de 3FM DJ School (Nu NPO Campus). Zijn eerste uitzending op 3FM maakte hij tijdens het WK van 2014, toen Stenders voetbal wilde kijken. Vanaf 1 januari 2015 viel Leijdens in voor POWNED in de nacht op 3FM. Vanaf 1 juni 2015 presenteerde hij elke zondag- op maandagnacht voor de AVROTROS. Daarnaast was Jasper de vaste invaller van Tomas Delsing in Dansen met Delsing en Annemieke Schollaardt in Annemieke Hier. Van 1 augustus 2015 tot 5 november 2016 presenteerde Leijdens ook elke vrijdagnacht een programma op 3FM, in de Freaknacht. De Orde van de Nacht maakte hij samen met Rob Janssen. Vanaf november 2016 maakte Jasper een uitzending van zondag op maandag op NPO 3FM. Hiernaast werkte Jasper ook mee in de muziekredactie van de zender. Op 29 mei maakte Leijdens zijn laatste uitzending op 3FM. Vanaf oktober 2017 werkt Leijdens als redacteur bij het tv-programma RTL Boulevard. Op 17 januari 2019 werd bekend dat Jasper weer radio gaat maken. In dit geval bij KINK en was eerst te horen met KINK Workflow en Brand New KINK. Op maandag 23 november werd bekend dat de dj de avondshow op de zender gaat maken met de naam KINK In Touch. Maandag 11 november 2024 was echter de laatste uitzending van Leijdens bij KINK. Vanaf 2025 presenteert hij op woensdag en donderdag 3voor12Radio op NPO 3FM.

## Programmaoverzicht

### Radio
| Periode   | Programma               | Functie                       | Opmerkingen               |
| --------- | ----------------------- | ----------------------------- | ------------------------- |
| 2009-2012 | @JasperLeijdens         | presentator                   | voor Radio Superstar      |
| 2012-2015 | RobRadio                | stagiair/producer             | voor POWNED/3FM           |
| 2012-2015 | Stenders Late Vermaak   | cameraregie/stagiair/producer | voor POWNED/3FM           |
| 2012-2018 | Leijdens Centraal       | presentator                   | voor KX Radio             |
| 2013-2015 | Verleidelijke 14        | presentator                   | voor KX Radio             |
| 2014-2015 | New And Improved        | presentator                   | voor KX Radio             |
| 2015-2017 | Jasper (radioprogramma) | presentator                   | voor AVROTROS/3FM         |
| 2015-2016 | De Orde van de Nacht    | presentator                   | voor AVROTROS/3FM         |
| 2015-2016 | One Night Stenders      | redacteur                     | voor AVROTROS/NPO Radio 2 |
| 2015-2017 | Stenders' Platenbonanza | redacteur                     | voor AVROTROS/NPO Radio 2 |
| 2019-2020 | KINK Workflow           | presentator                   | voor KINK                 |
| 2019-2020 | Outlaw 41               | presentator                   | voor KINK                 |
| 2019-2022 | Brand New KINK          | presentator                   | voor KINK                 |
| 2020-2024 | KINK In Touch           | presentator                   | voor KINK                 |
| 2025-     | 3voor12Radio            | presentator                   | voor VPRO/3FM             |

### Tv
| Periode   | Programma     | Functie   | Opmerkingen      |
| --------- | ------------- | --------- | ---------------- |
| 2017-2019 | RTL Boulevard | Redacteur | voor Blue Circle |